# Гондурас на Чемпіонаті світу з водних видів спорту 2015
Гондурас взяв участь у Чемпіонаті світу з водних видів спорту 2015, який пройшов у Казані (Росія) від 24 липня до 9 серпня.

## Плавання
Гондураські плавці виконали кваліфікаційні нормативи в дисциплінах, які наведено в таблиці (не більш як 2 плавці на одну дисципліну за часом нормативу A, і не більш як 1 плавець на одну дисципліну за часом нормативу B):
Чоловіки
| Спортсмен       | Дисципліна           | Попередній заплив | Попередній заплив | Півфінал        | Півфінал        | Фінал           | Фінал           |
| Спортсмен       | Дисципліна           | Час               | Місце             | Час             | Місце           | Час             | Місце           |
| --------------- | -------------------- | ----------------- | ----------------- | --------------- | --------------- | --------------- | --------------- |
| Хесус Флорес    | 50 м брасом          | 30.33             | 56                | Завершив виступ | Завершив виступ | Завершив виступ | Завершив виступ |
| Хесус Флорес    | 100 м брасом         | 1:06.14           | 60                | Завершив виступ | Завершив виступ | Завершив виступ | Завершив виступ |
| Аллан Гутієррес | 50 м вільним стилем  | 23.47             | 48                | Завершив виступ | Завершив виступ | Завершив виступ | Завершив виступ |
| Аллан Гутієррес | 100 м вільним стилем | 51.83             | 69                | Завершив виступ | Завершив виступ | Завершив виступ | Завершив виступ |

Жінки
| Спортсменка   | Дисципліна           | Попередній заплив | Попередній заплив | Півфінал         | Півфінал         | Фінал            | Фінал            |
| Спортсменка   | Дисципліна           | Час               | Місце             | Час              | Місце            | Час              | Місце            |
| ------------- | -------------------- | ----------------- | ----------------- | ---------------- | ---------------- | ---------------- | ---------------- |
| Сара Пастрана | 200 м вільним стилем | 2:06.15           | 49                | Завершила виступ | Завершила виступ | Завершила виступ | Завершила виступ |
| Сара Пастрана | 400 м вільним стилем | 4:32.58           | 43                | Н/Д              | Н/Д              | Завершила виступ | Завершила виступ |
| Карен Вілоріо | 100 м на спині       | 1:04.54           | 46                | Завершила виступ | Завершила виступ | Завершила виступ | Завершила виступ |
| Карен Вілоріо | 200 м на спині       | 2:18.70           | 35                | Завершила виступ | Завершила виступ | Завершила виступ | Завершила виступ |